# 170910 Brandonsanderson
170910 Brandonsanderson este o planetă minoră (asteroid) din centura de asteroizi. A fost descoperită pe 9 decembrie 2004 la Catalina Station⁠(d) de Catalina Sky Survey și a fost numită după Brandon Sanderson. 
Obiectul prezintă o orbită caracterizată de o semiaxă mare de 2,2339506398896 UAi, o excentricitate de 0,16002854063742, o înclinație de 5,3017374816028 ° în raport cu ecliptica.